# روسيو مونيوز موراليس
روسيو مونيوز موراليس (بالإسبانية: Rocío Muñoz Morales) هي ممثلة ومقدمة برامج وعارضة أزياء إسبانية، ولدت في 10 يونيو 1988 في مدريد في إسبانيا.

## روابط خارجية
- Rocío Muñoz Morales على موقع IMDb (الإنجليزية)
- Rocío Muñoz Morales على موقع روتن توميتوز (الإنجليزية)
- Rocío Muñoz Morales على موقع قاعدة بيانات الفيلم (الإنجليزية)